# Franjo Gregurić
Franjo Gregurić (Lobor, 12. listopada 1939.), hrvatski političar, treći predsjednik Vlade Republike Hrvatske.
Prije 1990-te bio je zaposlen na rukovodećim mjestima u državnom poduzeću Astra.
17. srpnja 1991., kao člana HDZ-a, predsjednik Franjo Tuđman postavio ga je za predsjednika Vlade Republike Hrvatske.
Kad je preuzeo dužnost predsjednika Vlade, Hrvatska se nalazila u teškoj situaciji. Iako je 25. lipnja 1991. donijela Ustavnu odluku o samostalnosti i suverenosti, Hrvatska je, pod pritiskom međunarodne zajednice, Brijunskom deklaracijom od 7. srpnja 1991. uvela tromjesečni moratorij na nastavak postupka razdruženja od Jugoslavije, te stoga nije bila međunarodno priznata kao samostalna država. U tzv. Krajini izbili su nemiri pobunjenih Srba. Nekoliko tjedana kasnije, nakon nekoliko neuspjeha još neiskusne Hrvatske vojske, u Vladu su ušli i članovi drugih političkih stranaka zastupljenih u Saboru (osim HSP-a). Ta Vlada kasnije je bila poznata i kao Vlada nacionalnog jedinstva. 
Za vrijeme mandata Gregurićeve vlade, Hrvatska je prekinula sve preostale državno-pravne sveze s Jugoslavenskim republikama i autonomnim pokrajinama (Odluka Sabora od 8. listopada 1991.), a 15. siječnja 1992. priznata je od strane međunarodne zajednice. U veljači 1992., vlada nacionalnog jedinstva počela se raspadati. Najprije ju je napustio Dražen Budiša, predsjednik HSLS-a, iz protesta što je Vlada ponudila autonomiju krajinskim Srbima, a za uzvrat je tražila njihovo priznanje hrvatskog suvereniteta. Budišinu odluku slijedili su i predstavnici drugih stranaka osim HDZ-a. Do kraja njegovog mandata Gregurićevu Vladu ponovno su popunili ministri iz HDZ-a.
Nakon parlamentarnih izbora 1992. godine postao je zastupnikom u Saboru. Obnašao je i dužnost predsjednika Hrvatske vatrogasne zajednice.

## Kontroverze
Gregurić je bio jedan od stupova tzv. tehnomenadžerske struje u HDZ-u koja je bila suprotstavljena nacionalnoj struji koju su vodili ministar obrane Gojko Šušak i Tuđmanov savjetnik Ivić Pašalić. 

## Vanjske poveznice
- Večernji list - Franjo Gregurić biografija  Arhivirana inačica izvorne stranice od 21. veljače 2015. (Wayback Machine)